# Francine Graton
Francine Graton (Elsene, 10 maart 1932 - Ukkel, 28 mei 2011), geboren als Francine Vandenbosch, was een Frans scenarioschrijfster van de strip De Labourdets.
De tekeningen bij deze strip zijn van haar echtgenoot Jean Graton. Francine Graton verzorgt tevens de inkleuring van de strip Michel Vaillant en was ook coscenarist voor enkele albums.
- Bibliothèque nationale de France: cb14566780p (data)
- International Standard Name Identifier: 0000 0000 0122 3231
- Nederlandse Thesaurus van Auteursnamen: 071171592
- Système universitaire de documentation: 080822509
- Virtual International Authority File: 61790463
- WorldCat: E39PBJymwfvhjC9jqF4BKgkqwC